# Männlichen
Männlichen – szczyt w paśmie Schweizer Voralpen, części Alp Zachodnich. Leży w Szwajcarii w kantonie Berno. Na szczyt prowadzą dwie kolejki linowe: z Wengen (Luftseilbahn Wengen-Männlichen) oraz z Grindelwaldu (Gondelbahn Grindelwald-Männlichen). Männlichen można także osiągnąć z przełęczy Kleine Scheidegg.
Szczyt jest doskonałym punktem widokowym na dolinę Lauterbrunnental oraz okoliczne szczyty, np.: Eiger, Mönch czy Jungfrau.